# Cieciszów
Cieciszów – wieś w Polsce położona w województwie lubuskim, w powiecie żagańskim, w gminie Szprotawa.
W latach 1975–1998 miejscowość administracyjnie należała do województwa zielonogórskiego.

## Zabytki
Do wojewódzkiego rejestru zabytków wpisane są:
- zespół pałacowy i folwarczny, z XVIII wieku -XIX wieku[5]:
  - pałac w stylu późnoklasycystycznym
  - barokowy budynek bramny
  - czworak
  - stajnia
  - obora
  - dom z wozownią i oborą
  - stodoła
  - budynek gospodarczy z bramą
  - park.

W miejscowości znajduje się kamienny drogowskaz, datowany na XIX wiek, w 2019 zinwentaryzowany przez Lubuskiego Wojewódzkiego Konserwatora Zabytków, stanowiący obiekt Szprotawskiego Parku Kamiennych Drogowskazów.

## Przyroda

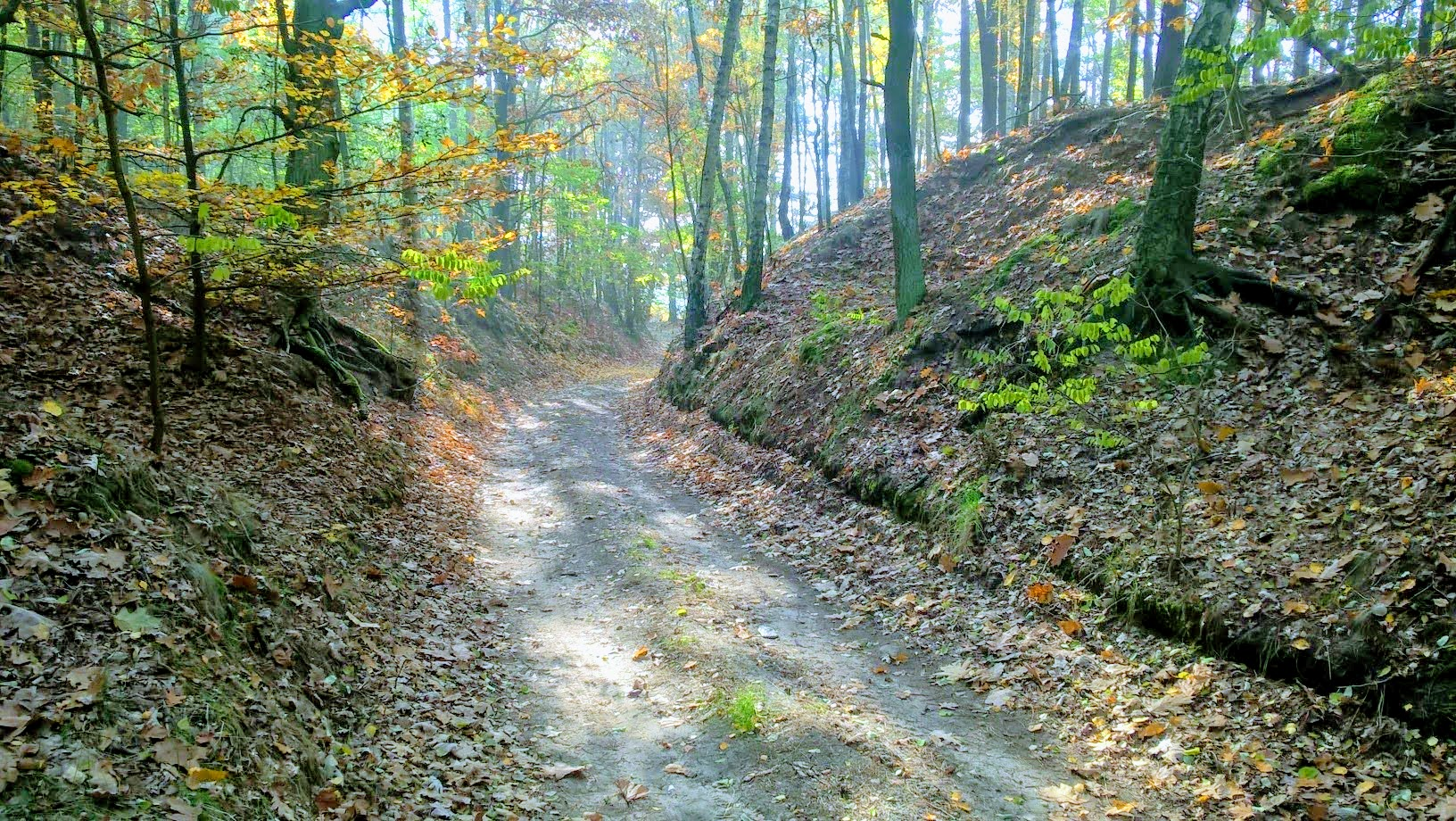
Wąwozy wiechlicko-cieciszowskie

Na północ od wsi, na prawym brzegu rzeki Szprotawa, w wybrzuszeniu moreny czołowej procesy erozyjne wykształciły kilkanaście wąwozów, które występują w obszarze pomiędzy Cieciszowem a Wiechlicami. Tworzą wyróżniający się miejscowo twór geologiczny. 
Od północy wieś przylega do granicy Borów Dolnośląskich, których najbliższe fragmenty noszą nazwy Las Cieciszowski i Puszcza Wiechlicka.
Przez całą długość miejscowości przepływa rzeka Szprotawa, na której do 1945 funkcjonował młyn.